# Touch Your Heart
Touch Your Heart (hangul: 진심이 닿다; rr: Jinsimi Data) é uma telenovela sul-coreana exibida pela tvN de 6 de fevereiro a 28 de março de 2019, estrelada por Yoo In-na e Lee Dong-wook. A telenovela é desenvolvido pelo Studio Dragon e produzida em conjunto pela Mega Monster e Zium Content, com base no web novel homônimo da web publicado pela primeira vez em 2016 pela KakaoPage.

## Enredo
A principal atriz Oh Jin-shim, que leva o nome artístico de Oh Yoon-seo, tem um escândalo que prejudica sua carreira, deixando-a sem emprego por dois anos. Para conseguir um papel em uma importante série de televisão, ela concorda em obter experiência em um escritório de advocacia, trabalhando como secretária de um advogado chamado Kwon Jung-rok.

## Elenco

### Elenco principal
- Yoo In-na como Oh Jin-shim / Oh Yoon-seo
- Lee Dong-wook como Kwon Jung-rok
- Lee Sang-woo como Kim Se-won
- Son Sung-yoon como Yoo Yeo-reum

### Elenco de apoio
Always Law Firm
- Oh Jung-se como Yeon Joon-kyu
- Shim Hyung-tak como Choi Yoon-hyuk
- Park Kyung-hye como Dan Moon-hee
- Park Ji-hwan como Lee Do-seob
- Jang So-yeon como Yang Eun-ji
- Kim Hee-jung como Kim Hae-young

Pessoas ao redor de Jin-shim
- Lee Jun-hyeok como Yeon Jun-suk
- Oh Eui-sik como Kong Hyuk-joon
- Jay como Lee Kang-joon

Ministério Público do Distrito de Seul
- Kim Chae-eun como Lee Joo-young

### Outros
- Kim Soo-jin
- Kim Koo-taek
- Lee Hyun-gyun
- Kim Hee-chang
- Na Cheol
- Park Yoon
- Jin So-yeon
- Min Jung-seob
- Son Se-bin
- Park Yong
- Kim Nam-hee
- Hong Seo-joon
- Lee Yoon-sang
- Ji Sung-geun
- Kim Kyung-ryong
- Kim Ki-moo
- Kim Kwan-soo
- Seol Chang-hee
- Yoo Eun-mi

## Produção
- Os artistas principais Yoo In-na e Lee Dong-wook trabalharam juntos anteriormente na série de 2016 Guardian: The Lonely and Great God.[2]
- O papel principal masculino foi oferecido pela primeira vez a Jung Kyung-ho.[6]
- A primeira leitura do roteiro do elenco foi realizada em 27 de novembro de 2018 na sede do Studio Dragon em Sangam-dong, Seul; e as filmagens começaram no mesmo mês.[7][8]
- O ator Shin Dong-wook foi originalmente escolhido para o papel de Kim Se-won, mas depois deixou a série em meio a controvérsias em torno de alegações de fraude e um processo subsequente.[9] Ele foi substituído pelo ator Lee Sang-woo.[10]

## Trilha sonora

### Parte 1
| Lançado em 7 de fevereiro de 2019 |                         |                |         |  |
| N.º                               | Título                  | Artista        | Duração |  |
| 1.                                | "Make It Count"         | Chen (Exo)     | 3:27    |  |
| 2.                                | "Make It Count" (Inst.) |                | 3:27    |  |
| Duração total:                    | Duração total:          | Duração total: | 6:54    |  |

### Parte 2
| Lançado em 14 de fevereiro de 2019 |                          |                |         |  |
| N.º                                | Título                   | Artista        | Duração |  |
| 1.                                 | "Oh? Truly!" (Oh? 진심!) | J Rabbit       | 2:42    |  |
| 2.                                 | "Oh? Truly!" (Inst.)     |                | 2:42    |  |
| Duração total:                     | Duração total:           | Duração total: | 5:24    |  |

### Parte 3
| Lançado em 22 de fevereiro de 2019 |                        |                    |         |  |
| N.º                                | Título                 | Artista            | Duração |  |
| 1.                                 | "What If Love"         | Wendy (Red Velvet) | 3:41    |  |
| 2.                                 | "What If Love" (Inst.) |                    | 3:41    |  |
| Duração total:                     | Duração total:         | Duração total:     | 7:22    |  |

### Parte 4
| Lançado em 28 de fevereiro de 2019 |                              |                        |         |  |
| N.º                                | Título                       | Artista                | Duração |  |
| 1.                                 | "Be Your Star" (마음을 담아) | Seoryoung, Lena (GWSN) | 4:01    |  |
| 2.                                 | "Be Your Star" (Inst.)       |                        | 4:01    |  |
| Duração total:                     | Duração total:               | Duração total:         | 8:02    |  |

### Parte 5
| Lançado em 7 de março de 2019 |                      |                |         |  |
| N.º                           | Título               | Artista        | Duração |  |
| 1.                            | "Good Night"         | Jeong Se-woon  | 4:00    |  |
| 2.                            | "Good Night" (Inst.) |                | 4:00    |  |
| Duração total:                | Duração total:       | Duração total: | 8:00    |  |

### Parte 6
| Lançado em 13 de março de 2019 |                                           |                |         |  |
| N.º                            | Título                                    | Artista        | Duração |  |
| 1.                             | "At The End Of Your Left Hand" (왼손끝에) | Park Bo-ram    | 4:08    |  |
| 2.                             | "At The End Of Your Left Hand" (Inst.)    |                | 4:08    |  |
| Duração total:                 | Duração total:                            | Duração total: | 8:16    |  |

### Parte 7
| Lançado em 21 de março de 2019 |                       |                |         |  |
| N.º                            | Título                | Artista        | Duração |  |
| 1.                             | "Photographs"         | 1415           | 3:40    |  |
| 2.                             | "Photographs" (Inst.) |                | 3:40    |  |
| Duração total:                 | Duração total:        | Duração total: | 7:20    |  |

### Parte 8
| Lançado em 28 de março de 2019 |                        |                |         |  |
| N.º                            | Título                 | Artista        | Duração |  |
| 1.                             | "Falling Down"         | Hana (Gugudan) | 3:33    |  |
| 2.                             | "Falling Down" (Inst.) |                | 3:33    |  |
| Duração total:                 | Duração total:         | Duração total: | 7:06    |  |

| Disco 2: |                     |                 |         |  |
| N.º      | Título              | Artista         | Duração |  |
| 1.       | "Excellent"         | Lee Song Su     | 2:38    |  |
| 2.       | "Curious Magic"     | Lee Song Su     | 2:42    |  |
| 3.       | "Wait"              | Lee Song Su     | 1:57    |  |
| 4.       | "Life Work"         | Lee Song Su     | 2:26    |  |
| 5.       | "Moonlight"         | Lee Song Su     | 4:01    |  |
| 6.       | "Afternoon"         | Hyun Joong Yoon | 2:03    |  |
| 7.       | "Starlight"         | Hyun Joong Yoon | 2:55    |  |
| 8.       | "Guy"               | Hyun Joong Yoon | 2:07    |  |
| 9.       | "Joyful"            | Hyun Joong Yoon | 1:45    |  |
| 10.      | "High Heel"         | Hyun Joong Yoon | 2:12    |  |
| 11.      | "Cute Curiosity"    | Yang Sung woo   | 2:14    |  |
| 12.      | "Littile Maiden"    | Yang Sung woo   | 2:05    |  |
| 13.      | "A life of Beauty"  | Yang Sung woo   | 3:27    |  |
| 14.      | "Romantic Feeling"  | Yang Sung woo   | 2:29    |  |
| 15.      | "Duck"              | Jung Won        | 1:36    |  |
| 16.      | "Amusement Park"    | Kyu Chong Won   | 2:01    |  |
| 17.      | "All Crazy"         | Kyu Chong Won   | 2:09    |  |
| 18.      | "We are screwed"    | Kyu Chong Won   | 1:56    |  |
| 19.      | "New Day"           | Kyu Chong Won   | 3:04    |  |
| 20.      | "Caramel Macchiato" | Kim Samuel      | 2:09    |  |
| 21.      | "My Heart goes"     | Kim Samuel      | 1:57    |  |
| 22.      | "Elegance Cooking"  | Kim Samuel      | 2:05    |  |
| 23.      | "Dancing Shoes"     | Kim Samuel      | 1:58    |  |
| 24.      | "Puzzle"            | Kim Samuel      | 2:29    |  |
| 25.      | "Do ASAP"           | Lee Soo Jin     | 1:45    |  |

## Recepção
Na tabela abaixo, os números azuis representam as audiências mais baixas e os números vermelhos representam as audiências mais elevadas.
| Episódio | Data de transmissão     | Audiência média | Audiência média              | Audiência média |
| Episódio | Data de transmissão     | AGB Nielsen     | AGB Nielsen                  |                 |
| Episódio | Data de transmissão     | Em todo o país  | Região Metropolitana de Seul |                 |
| -------- | ----------------------- | --------------- | ---------------------------- | --------------- |
| 1        | 6 de fevereiro de 2019  | 4.736%          | 5.154%                       |                 |
| 2        | 7 de fevereiro de 2019  | 4.583%          | 5.629%                       |                 |
| 3        | 13 de fevereiro de 2019 | 4.153%          | 4.688%                       |                 |
| 4        | 14 de fevereiro de 2019 | 3.670%          | 4.236%                       |                 |
| 5        | 20 de fevereiro de 2019 | 4.052%          | 4.909%                       |                 |
| 6        | 21 de fevereiro de 2019 | 3.949%          | 4.678%                       |                 |
| 7        | 27 de fevereiro de 2019 | 4.386%          | 4.802%                       |                 |
| 8        | 28 de fevereiro de 2019 | 4.234%          | 4.477%                       |                 |
| 9        | 6 de março de 2019      | 3.731%          | 4.154%                       |                 |
| 10       | 7 de março de 2019      | 3.904%          | 4.256%                       |                 |
| 11       | 13 de março de 2019     | 3.833%          | 4.050%                       |                 |
| 12       | 14 de março de 2019     | 3.669%          | 4.282%                       |                 |
| 13       | 20 de março de 2019     | 3.745%          | 4.055%                       |                 |
| 14       | 21 de março de 2019     | 3.727%          | 4.227%                       |                 |
| 15       | 27 de março de 2019     | 3.335%          | 3.558%                       |                 |
| 16       | 28 de março de 2019     | 3.803%          | 4.576%                       |                 |
| Média    | Média                   | 3.969%          | 4.483%                       |                 |

- Este drama foi transmitido por um canal de televisão por assinatura, que normalmente tem um público relativamente menor em comparação com as emissoras de televisão abertas (KBS, SBS, MBC e EBS).

## Prêmios e indicações
| Ano  | Prêmio                                       | Categoria                              | Beneficiário   | Resultado | Ref.   |
| ---- | -------------------------------------------- | -------------------------------------- | -------------- | --------- | ------ |
| 2019 | Korea Drama Awards                           | Prêmio de excelência, atriz            | Yoo In-na      | Indicado  | [ 12 ] |
| 2019 | 27th Korean Culture and Entertainment Awards | Prêmio de Excelência, Ator em um Drama | Shim Hyung-tak | Venceu    | [ 13 ] |